# Дау-Сіті (Айова)
Дау-Сіті (англ. Dow City) — місто (англ. city) в США, в окрузі Кроуфорд штату Айова. Населення — 485 осіб (2020).

## Географія
Дау-Сіті розташований за координатами 41°55′41″ пн. ш. 95°29′40″ зх. д. / 41.92806° пн. ш. 95.49444° зх. д. (41.927998, -95.494346).  За даними Бюро перепису населення США в 2010 році місто мало площу 0,83 км², уся площа — суходіл.

## Демографія
Згідно з переписом 2010 року, у місті мешкало 510 осіб у 219 домогосподарствах у складі 137 родин. Густота населення становила 616 осіб/км².  Було 242 помешкання (292/км²).
Расовий склад населення:
| - 93,1 % — білих - 0,2 % — корінних американців - 6,1 % — осіб інших рас |

До двох чи більше рас належало 0,6 %. Частка іспаномовних становила 9,0 % від усіх жителів.
За віковим діапазоном населення розподілялося таким чином: 24,1 % — особи молодші 18 років, 56,5 % — особи у віці 18—64 років, 19,4 % — особи у віці 65 років та старші. Медіана віку мешканця становила 42,4 року. На 100 осіб жіночої статі у місті припадало 101,6 чоловіків;  на 100 жінок у віці від 18 років та старших — 98,5 чоловіків також старших 18 років.
Середній дохід на одне домашнє господарство  становив 42 351 долар США (медіана — 36 750), а середній дохід на одну сім'ю — 49 074 долари (медіана — 42 321). За межею бідності перебувало 23,3 % осіб, у тому числі 38,4 % дітей у віці до 18 років та 18,6 % осіб у віці 65 років та старших.
Цивільне працевлаштоване населення становило 245 осіб. Основні галузі зайнятості: виробництво — 22,9 %, освіта, охорона здоров'я та соціальна допомога — 15,5 %, роздрібна торгівля — 15,1 %.